# 小行星6439
小行星6439（英語：6439 Tirol）是一颗围绕太阳公转的小行星。1988年2月13日，佛蒙特·伯根在陶腾堡发现了此天体。
这颗小行星的绝对星等为119.3140510729311等。